# Campeonato de Australasia 1908
Lista de los campeones del Abierto de Australia de 1908:

## Individual masculino
Fred Alexander (USA) d. Alfred Dunlop (AUS),  3–6, 3–6, 6–0, 6–2, 6–3

## Dobles masculino
Fred Alexander (USA)/Alfred Dunlop (AUS)
| Predecesor: 1907                                       | Abierto de Australia 1908 | Sucesor: 1909                         |
| Predecesor: Campeonato nacional de Estados Unidos 1907 | Grand Slam 1908           | Sucesor: Campeonato de Wimbledon 1908 |

- Datos: Q2614661